# Mycodrosophila costata
Mycodrosophila costata är en tvåvingeart som beskrevs av Toyohi Okada 1986. Mycodrosophila costata ingår i släktet Mycodrosophila och familjen daggflugor. Inga underarter finns listade i Catalogue of Life.